# シェレール
シェレール (英: Cherrelle、本名・Cheryl Anne Norton、1958年10月13日 - )は、アメリカ合衆国のR&B歌手。1980年代に活躍した。
後にロバート・パーマーやマライア・キャリーがカバーしたデビュー・ヒット曲「I Didn't Mean to Turn You On」、「Where Do I Run To」「Everything I Miss at Home」、R&B歌手アレクサンダー・オニールとのデュエット曲「Saturday Love」や「Never Knew Love Like This」で知られる。

## 略歴
ジャズ/R&Bのノーマン・コナーズやマイケル・ヘンダーソンと活動を始め、ルーサー・ヴァンドロスのツアーにバック・コーラスの一員として参加した。タブー・レコードの創設者クラレンス・アヴァントが彼女のデモ・テープを聴き、1983年に契約。
芸名は、以前の職場のボスが「シェーレール! また遅刻じゃないか!」とよく怒鳴っていたことから付けられた（本来はシェリル）。
1984年、ジミー・ジャム&テリー・ルイスなどがプロデュースしたファースト・アルバム『フラジャイル』を発表。
シングル「I Didn't Mean to Turn You On」は、R&Bチャートでトップ10になった。ミュージック・ビデオは映画『キング・コング』へのオマージュになっており、シェレールは野獣に愛される女を演じた。1年後、ロバート・パーマーがアルバム『リップタイド』で同曲をカバーし、ポップ・チャートでトップになった。また、2001年にはマライア・キャリーが映画『グリッター きらめきの向こうに』のサウンドトラック内でカバーした。同カバーのプロデュースはジャム&ルイスだったので、オリジナルのバック・トラックが使用された。
2作目のアルバム『ハイ・プライオリティ』はゴールド（50万枚以上）になり、ポップ・チャートでトップ40、R&Bチャートで2位となった「Saturday Love」（アレクサンダー・オニールとのデュエット）がヒット。全英シングルチャートでも6位になった。2人の「Never Knew Love Like This」も1988年にポップ・チャートで28位、R&Bチャートで2位になった。「Saturday Love」のリミックスは1990年にイギリスで55位となり再ヒット。
1988年の3作目のアルバム『アフェア』からはR&Bチャートでトップとなる「Everything I Miss at Home」が生まれた。タイトル・トラック「Affair」はR&Bチャートで4位となった。
TLCを発掘したとされるポップ/R&B歌手ペブルス（初期のベビーフェイスによるヒット曲がいくつかある）は従妹にあたり、ジョニー・ギルとともに参加したペブルスの1991年のシングル「Always」はR&Bチャートでトップ20になった。
同年、アルバム『ウーマン・アイ・アム』を発表。初めてジャム&ルイスと離れた。シングルは、当時の売れっ子ナラダ・マイケル・ウォルデンがプロデュースした。
8年後、1999年にジャム&ルイスと再合流し、インディーズ・アルバム『The Right Time』を発表。ラッパーのキース・マレイが参加していた。
細く軽いソプラノ・ボーカルが特色。

## ディスコグラフィ

### スタジオ・アルバム
- 『フラジャイル』 - Fragile (1984年、Tabu)
- 『ハイ・プライオリティ』 - High Priority (1985年、Tabu)
- 『アフェア』 - Affair (1988年、Tabu)
- 『ウーマン・アイ・アム』 - The Woman I Am (1991年、Tabu)
- The Right Time (1999年、Power)

### コンピレーション・アルバム
- The Best of Cherrelle (1995年、Tabu)
- Greatest Hits (2005年、Tabu)
- 『アイコン〜ベスト・オブ・シェレール』 - Icon (2011年、Tabu)

### シングル
- "I Didn't Mean to Turn You On" (1984年)
- "Fragile… Handle with Care" (1984年)
- "Like I Will (Tokyo Mix)" (1984年)
- "You Look Good to Me" (1985年)
- "Saturday Love" (1985年) ※with アレクサンダー・オニール
- "Will You Satisfy?" (1986年)
- "Artificial Heart" (1986年) (A-Side)
- "Oh No It's U Again" (1986年) (B-Side)
- "Never Knew Love Like This" (1988年) ※with アレクサンダー・オニール
- "Everything I Miss at Home" (1988年)
- "Affair" (1989年)
- "What More Can I Do for You" (1989年)
- "Saturday Love (Feelin' Luv Mix)" (1990年) ※with アレクサンダー・オニール
- "Never in My Life" (1991年)
- "Tears of Joy" (1992年)
- "Still in Love with You" (1992年)
- "Baby, Come to Me" (1997年) ※with アレクサンダー・オニール
- "The Right Time" (1999年)
- "Just Tell Me" (1999年)

## 参照
1. ↑  Cherrelle Biography - オールミュージック
2. ↑  http://www.allmusic.com/album/high-priority-mw0000189477
3. ↑  http://theseconddisc.com/2013/05/30/review-tabu-wave-2-alexander-oneal-cherrelle-kathy-mathis-and-the-s-o-s-band/
4. ↑  http://www.cduniverse.com/search/xx/music/pid/1453614/a/best+of+cherrelle.htm